# Ignaz Seitz
Ignaz Seitz (ur. 1925, zm. ?) – zbrodniarz nazistowski, członek załogi niemieckiego obozu koncentracyjnego Buchenwald i SS-Sturmmann.
Z zawodu rolnik. Członek SS od 10 lutego 1943. Na przełomie maja i czerwca 1943 skierowany został do służby w obozie Buchenwald, po czym przeniesiono go do podobozu Leipzig-Thekla. Na przełomie kwietnia i maja 1944 powrócił do obozu głównego, a następnie 22 sierpnia 1944 przydzielono go do służby w podobozie Leau, gdzie pozostał do 13 kwietnia 1945. Uczestniczył w ewakuacji Leau, która rozpoczęła się 12 kwietnia 1945. 
W procesie US vs. Ignaz Seitz, który toczył się 6 listopada 1947 przed Amerykańskim Trybunałem Wojskowym w Dachau skazany został na 10 lat pozbawienia wolności za zamordowanie dwóch więźniów podczas ewakuacji obozu. 27 lutego 1948 karę zatwierdziła komisja rewizyjna.